# Wolf-Dietrich Sprenger
Wolf-Dietrich Sprenger (* 11. Oktober 1942 in Zeitz) ist ein deutscher Schauspieler, Regisseur und Schriftsteller.

## Leben
Wolf-Dietrich Sprenger wuchs in Zeitz auf. 1957 zog er nach West-Berlin, da er befürchten musste, in der DDR keinen Studienplatz zu erhalten. Dort studierte er nach seinem 1963 abgelegten Abitur an der FU Berlin Germanistik und Theaterwissenschaft. Während seines Studiums spielte er Studententheater.
1968 erhielt Sprenger ein erstes Engagement an den Städtischen Bühnen Flensburg. Es folgte ein Engagement an den Vereinigten Städtischen Bühnen Krefeld und Mönchengladbach. Dort war er in Max Frischs Andorra und in der Titelrolle in Peter Weiss’ Hölderlin auf der Bühne zu sehen. 1972 wechselte er an das Deutsche Schauspielhaus nach Hamburg. Sprenger wirkte in Ödön von Horváths Glaube Liebe Hoffnung, Ibsens Gespenster und Die Wildente, in der Inszenierung von Peter Zadek, mit. Unter Jürgen Flimm spielte er in Dantons Tod von Georg Büchner. Im Jahr 1979 folgte er Flimm an das Kölner Schauspielhaus. In Köln stand er unter anderem als „Mephisto“ in Goethes Faust auf der Bühne. 1985 ging er mit Flimm zurück nach Hamburg an das Thalia Theater. In dieser Zeit spielte er den „Truffaldino“ in Carlo Goldonis Der Diener zweier Herren und den „Malvolio“ in Shakespeares Was ihr wollt. Seit 1997 ist er ohne festes Engagement als freier Schauspieler tätig. Zuletzt war Sprenger als „Henrik“ in Ingmar Bergmans Nach der Probe unter der Regie von Luk Perceval im Schauspielhaus Hannover und im Thalia Theater zu sehen.
Wolf-Dietrich Sprenger ist seit Anfang der 1980er Jahre auch als Theaterregisseur tätig. So inszenierte er am Düsseldorfer Schauspielhaus Endstation Sehnsucht von Tennessee Williams und Die Ratten von Gerhart Hauptmann. Weitere Inszenierungen führten ihn u. a. an das Hamburger Ernst Deutsch Theater, das Schauspielhaus Bochum, das Schauspielhaus Zürich sowie das Schauspiel Bremen. Seine Inszenierung von Pierre Sauvils Sonne für zwei wurde 2002 im Renaissance-Theater in Berlin und 2003 in der Komödie Düsseldorf aufgeführt.
Sprenger hat als Autor Theaterstücke, vor allem für Kinder, verfasst. Diese wurden von verschiedenen deutschsprachigen Theatern aufgeführt.
Er ist seit den 1970er Jahren ein vielbeschäftigter Film- und Fernsehschauspieler. Er wirkte in elf Folgen der Fernsehreihe Tatort mit, in 13 Folgen verkörperte er den Lehrer Grützge in der Serie Unser Lehrer Doktor Specht. Er ist immer wieder in Gastrollen in bekannten Fernsehserien zu sehen, so in Liebling Kreuzberg, Großstadtrevier, Wolffs Revier, Ein Fall für zwei, SOKO Köln, Polizeiruf 110. In der Neuverfilmung von Und Jimmy ging zum Regenbogen spielte er 2008 den Kriminalrat Groll.
Sprenger ist mit der Schauspielerin Victoria Trauttmansdorff verheiratet und Vater zweier Töchter, eine davon ist die Theaterregisseurin Charlotte Sprenger. Sprenger und seine Frau leben im Hamburger Stadtteil Uhlenhorst.

## Filmografie (Auswahl)
- 1973: Dem Täter auf der Spur – Stellwerk
- 1980: Looping
- 1981: Polnischer Sommer
- 1983: Is was, Kanzler?
- 1983: Ruhe sanft, Bruno
- 1983: Kiez – Aufstieg und Fall eines Luden
- 1984: Tatort – Täter und Opfer
- 1985: Tatort – Doppelspiel
- 1986: Mit meinen heißen Tränen
- 1987: Drachenfutter
- 1988: Tatort – Winterschach
- 1988: Der Fahnder – Ernst kommt raus
- 1988–1994: Liebling Kreuzberg (5 Folgen)
- 1989: Tatort – Schmutzarbeit
- 1989: Peter Strohm – Das blaue Wunder
- 1990: Abenteuer Airport – Notlandung
- 1991: Tatort – Kinderlieb
- 1991–2004: Großstadtrevier (2 Folgen)
- 1992: Tatort – Experiment
- 1992: Vogel und Osiander
- 1992–1993: Unser Lehrer Doktor Specht (13 Folgen)
- 1993: Tatort – Amoklauf
- 1993–1994: Wolffs Revier (2 Folgen)
- 1994: Polizeiruf 110 – Samstags, wenn Krieg ist
- 1994: Tatort – Ein Wodka zuviel
- 1994: Der letzte Kosmonaut
- 1994: Alles außer Mord – Der Mann im Mond
- 1994: Unsere Hagenbecks – Jede Menge Pläne
- 1995: Tatort – Bienzle und der Mord im Park
- 1996: Polizeiruf 110 – Kleine Dealer, große Träumer
- 1996: Schuldig auf Verdacht
- 1997: Tatort – Gefährliche Übertragung
- 1997: Buddies – Leben auf der Überholspur
- 1997: Sperling – Sperling und sein Spiel gegen alle
- 1997: Rosa Roth – Die Stimme
- 1998: Die Straßen von Berlin – Terror
- 1998: Der Pirat
- 1998–2006: Ein Fall für zwei (2 Folgen)
- 1999: Dr. Robert Schumann, Teufelsromantiker
- 1999: Stubbe – Von Fall zu Fall – Die Seherin
- 1999: Die Männer vom K3 – Jugendliebe
- 2000: Der Kapitän – Kein Hafen für die 'Anastasia'
- 2001: Santa – Ein Weihnachtsmärchen
- 2001: Die Manns – Ein Jahrhundertroman
- 2001: Der Tunnel
- 2002: Doppelter Einsatz – Todesangst
- 2002: Der letzte Zeuge – Die Entführung
- 2003: Adam & Eva
- 2005: Die Braut von der Tankstelle
- 2006: Beutolomäus und der geheime Weihnachtswunsch
- 2006: Ein starkes Team – Zahn um Zahn
- 2006: Unser Kindermädchen ist ein Millionär
- 2006–2008: SOKO Köln (2 Folgen)
- 2006: SOKO Kitzbühel – Bis dass der Mord uns scheidet
- 2007: Küstenwache – Ewiger Schlaf
- 2008: Und Jimmy ging zum Regenbogen
- 2009: Kommissar Stolberg – Die Nacht vor der Hochzeit
- 2009: Die Treuhänderin
- 2009: Es liegt mir auf der Zunge
- 2010: Tatort – Borowski und der vierte Mann
- 2011: Großstadtrevier – Frohe Weihnachten, Dirk Matthies
- 2012: Eine Hand wäscht die andere (Fernsehfilm)
- 2014: Polizeiruf 110 – Familiensache
- 2014: Mord in Aschberg
- 2015: Komm schon!
- 2018: Am Ende ist man tot
- 2019: Stralsund – Schattenlinien
- 2020: Drinnen – Im Internet sind alle gleich (Comedyserie auf ZDFneo; ab Folge 3)
- 2021: Der Zürich-Krimi – Borchert und der eisige Tod
- 2023: 2 unter Millionen
- 2023: Das Fest der Liebe

## Hörspiele
- 1991: Adolf Schröder: Berger und Levin (David Levin) – Regie: Bernd Lau (Kriminalhörspiel in sechs Teilen – NDR)
- 2006: Friedrich Christian Delius: Die Minute mit Paul McCartney – Regie: Christiane Ohaus (Hörspiel – RB/WDR)
- 2013: Jakob Arjouni: Bruder Kemal – Bearbeitung und Regie: Alexander Schuhmacher (NDR)